# アンドレ・ペデネイラス
アンドレ・ペデネイラス（Andre Pederneiras、1967年3月22日 - ）は、ブラジルの男性柔術家、総合格闘家。ノヴァウニオン主宰。元修斗ブラジル代表。
カーロス・グレイシーの長男カーウソン・グレイシーが師匠にあたる。

## 来歴
17歳からブラジリアン柔術を始め、21歳でカーウソン・グレイシーから黒帯を授与された。
1998年10月25日、VALE TUDO JAPAN '98で佐藤ルミナと対戦し、パウンドでTKO勝ち。
1999年7月16日、UFC 21の世界ライト級タイトルマッチで王者パット・ミレティッチに挑戦し、ドクターストップでTKO負けを喫し王座獲得に失敗した。
1999年12月11日、VALE TUDO JAPAN '99で宇野薫と対戦し、時間切れで引き分けた。
2000年5月26日、コロシアム2000で須藤元気と対戦し、時間切れで引き分けた。
2008年1月、修斗ブラジルの代表に就任した。

## 戦績
| 総合格闘技 戦績 | 総合格闘技 戦績 | 総合格闘技 戦績 | 総合格闘技 戦績 | 総合格闘技 戦績 | 総合格闘技 戦績 | 総合格闘技 戦績 |
| --------------- | --------------- | --------------- | --------------- | --------------- | --------------- | --------------- |
| 4 試合          | (T)KO           | 一本            | 判定            | その他          | 引き分け        | 無効試合        |
| 1 勝            | 1               | 0               | 0               | 0               | 2               | 0               |
| 1 敗            | 1               | 0               | 0               | 0               | 2               | 0               |

| 勝敗 | 対戦相手             | 試合結果                        | 大会名                                                            | 開催年月日     |
| △    | 須藤元気             | 15分1R終了 時間切れ             | コロシアム2000                                                    | 2000年5月26日  |
| △    | 宇野薫               | 8分3R終了 時間切れ              | VALE TUDO JAPAN '99                                               | 1999年12月11日 |
| ×    | パット・ミレティッチ | 1R 2:20 TKO（ドクターストップ） | UFC 21: Return of the Champions 【UFC世界ライト級タイトルマッチ】 | 1999年7月16日  |
| ○    | 佐藤ルミナ           | 1R 4:20 TKO（パウンド）         | VALE TUDO JAPAN '98                                               | 1998年10月25日 |